# Ясногорський (Кемеровський округ)
Ясного́рський (рос. Ясногорский) — селище у складі Кемеровського округу Кемеровської області, Росія.

## Населення
Населення — 3175 осіб (2010; 3026 у 2002).
Національний склад (станом на 2002 рік):
- росіяни — 93 %